# Pourvu que ça dure
Pour le film de 1926, voir Pourvu que ça dure (film, 1926).
Pour plus de détails, voir Fiche technique et Distribution.
Pourvu que ça dure est un film français réalisé par Michel Thibaud, sorti en 1996.

## Synopsis
Motards dans la police nationale, Joseph et Victor sont des amis inséparables dans la vie comme au travail. Si le premier mène une vie conformiste avec femme et enfant, le second, célibataire est toujours en quête de l'âme sœur et de sentiments… Vient ce jour où il la trouve. Elle est belle et rayonnante, s'appelle Julie mais… elle est la compagne du député-maire de Nîmes Jacques Dubreuil qu'il doit escorter ! Emporté par sa fougue et ses sentiments, Victor tente sa chance et il ne sera pas au bout de ses surprises !

## Fiche technique
- Réalisateur : Michel Thibaud
- Scénario : Christian Biegalski, Philippe Isard
- Dialoguistes : Francis Basset, Christian Biegalski, Florence Gilardo, Philippe Isard
- Société de production : TF1 Films Productions
- Société de production : Gaumont
- Producteur : Jean-Claude Fleury
- Directeur de production : Jean-Luc Olivier
- Distributeur d'origine : GBVI - Gaumont Buena Vista International
- Directeur de la photographie : Bruno Delbonnel
- Ingénieur du son : Bernard Aubouy
- Compositeurs de la musique : Frank Langolff, Les Pistoleros
- Décorateur : Frédéric Duru
- Monteur : Maryline Monthieux
- Musique : Franck Langolff
- Tournage : Ville de Nîmes

## Distribution
- Gérard Darmon : Victor Brulin
- Emmanuelle Seigner : Julie Neyrac
- Ticky Holgado : Joseph Ponty
- Jean-Pierre Bisson : Jacques Dubreuil
- Catherine Jacob : Christine Ponty
- Didier Bénureau : Jean-Michel Pichon
- Ariel Figueroa : Sébastien Ponty
- Susannah Kenton : l'anglaise
- Olivier Pajot : Balzano
- Rebecca Potok : Chastaing
- Maurice Illouz : Lulu
- Marc Betton : Gauthier
- Akonio Dolo : Michel
- Jean-Marie Cornille : Gérard
- Ludovic Paris : Max
- Serge Meloni : le maître d'hôtel
- Olivier Cabassus : l'infirmier
- Sylvia Lafforgue : l'infirmière
- Suzy Marquis : la centenaire
- Édith Develeyne : la standardiste
- Philippe Seyssaut : le garçon de la fête
- Jean-Guillaume Le Dantec : le patron du bar
- Jean-Claude Dumas : le gendarme
- Thierry Ponthieux : le routier
- Antoine Manet : l'Officier